# باتمان: النكتة القاتلة
باتمان: النكتة القاتلة هي رواية هزلية مصورة كتبها آلان مور كاتب الروايات الهزلية المصورة المعروفة مثل ثاء رمزاً للثأر، المراقبون، تحالف الخارقين، مستنقع، الرجل المعجزة، كما رسمها بريان بولاند المشهور برسوم الغلاف. نشرتها شركة دي سي كومكس للروايات الهزلية المصورة عام 1988.إن هذه الرواية الهزلية المصورة التي تعد واحدة من أشهر قصص باتمان حتي الآن تم اختيارها كواحدة من الأعمال المهمة ليس فقط في التسلسل الزمني للأحداث التي حدثت لباتمان ولكن في نفس الوقت في النبذة التاريخية عن الرواية المصورة.
إن الرواية الهزلية (باتمان: النكتة القاتلة)تتناول بشكل عام الخط الرفيع بين الجنون والعقل.
طرح براين بولاند الرواية مجدداً من ألوانها عام 2008. أضاف بولاند للكتاب ألواناً كئيبة وواقعية أكثر.

## الملخص
إن العمل الذي يتناول الصراع النفسي بين باتمان وعدوه الأزلى الجوكر، والأسرار الخفية للجوكر يتطرق إلى الخط الرفيع بين الجنون والمنطق.
يهرب الجوكر من مستشفي اركم للأمراض العقلية.بدأ جيمس جوردن الذي ذهب إلى مكان الجوكر للتحقيق في الواقعة.عندما يتجول الجوكر في المدينة تُعرض أجزاء من حياته الماضية.تعرض الرواية الهزلية المصورة في شكل فلاش باك حياة الجوكر الهارب من مستشفي الأمراض العقلية علي أن زوجته كانت حاملاً، كما أنه مهرج فاشل.ذهب الجوكر الذي تأزمت حالته مادياً إلى زعيم مافيا.طلب زعيم المافيا أن يتحول إلى ريد هود، ويشيع الخوف في شوارع جوثام.إن الجوكر الذي فقد زوجته؛ بسبب تعرضها لصعقة كهربائية قد رأي باتمان علي الكوبري، وسقط في نفايات كيمائية لمصنع.إن الجوكر الذي دخل إلي منزل المفتش ضرب ابنة جوردن وتسبب في شللها، وبدأ في تعذيبها. خطف الجوكر مدير الأمن في نهاية القصة.إن الجوكر الذي أسر جوردن قد عذبه عذاباً نفسياًوجسدياً.قام مساعدو الجوكر بتجريد جوردون من ملابسه، وقاموا بحبسه.وكبله الجوكر بالقوة.عرض الجوكر صوراً عارية أُخذت لابنته باربرا وهي جريحة، وقد سخر منها الجوكر.جاء باتمان من أجل انقاذ جوردون. تخفي الجوكر مع آسيره في مدينة ملاهي.وقع باتمان في الفخ العديد من المرات. وفي النهاية واجه باتمان الجوكر. عندما كان سيسقط الجوكر تماماً مد باتمان يده للمساعدة.حكي الجوكر نكتة لباتمان الذي أنقذ حياته.استمروا في الضحك حتي عند اقتراب الشرطة.انتهت الرواية المصورة في الجزء الذي مد باتمان الذي ضحك ذراعه للجوكر.الأهم هنا هو أن وضع الرجل الخفاش يده علي كتف الجوكر وضحك هل سيستمر في ذلك أم سيقتله؟ لم يُحدد ذلك في الرواية.انتهت الرواية بجملة «أمسك باتمان الجوكر...»

### النكتة التي رواها الجوكر
إن المجنونين اللذين تم وضعهما في مستشفي الأمراض العقلية قد قررا الهرب في ليلة ما.خرجا إلى السطح، وأسرع واحد في القفز علي سقف المنزل المقابل له.لكن خاف الآخر من القفز. قال المجنون الذي قفز أولاً لصديقه الخائف:«إن معى مصباح، سأمسك المصباح لك.وأنت أسرع في العبور مضيئاً المصباح».هز المجنون الذي لم يستطع القفز رأسه قائلاً:«هل تعتقد أننى مجنوناً.ماذا يحدث إذا أطفأت المصباح في منتصف الطريق؟»

## الشخصيات
باتمان/بروس واين
الرسام: براين بولاند
تسبب باتمان في توتر الجوكر الذي رأه، وسقوطه من على الكوبري، وتشوه وجهه.إن الجوكر الذي أصابه الجنون بسبب ماحل به من أحداث، الذي عذب المفتش جوردون، وتسبب في إصابة ابنته باربرا بالشلل قد عمل باتمان على إيقافه.لكن بدأ يشك باتمان في نفسه بأنه مجنون في هذا الطريق.إن الجوكر الذي حرر جوردون قد دعى باتمان للذهاب إلى السيرك.إن باتمان الذي وعد باربرا بالانتقام قد مد يديه إلى الجوكر الذي خدعه وأنقذ حياته عندما كان على وشك الموت.إن باتمان الذي ضحك من النكتة التي راوها الجوكر قد وضع يده على كتف الجوكر.ماذا حدث بعد ذلك فإنه غير معروف.
الجوكر
الرسام: برايان بولاند
ذهب الجوكر المهرج الفاشل إلى زعيم مافيا عندما لم يتبق معه مال.طلب زعيم العصابة منه أن يتقمص شخصية ريد هود.إن الجوكر الذي قبضت عليه الشرطة
ذات يوم على الكوبري قد خاف، وسقط للأسفل عندما رأى باتمان ذاهب تجاهه.عندما خرج من هنا رأى أن وجهه قد تغير بسبب المواد الكيمائية في النهر.
إن الجوكر الذي جن جنونه تماماً؛ بسبب الموت المأوساوي لزوجته الحامل نتيجة تعرضها لصدمة كهربائية قد قام بتعذيب جوردون ليوضح امكانية أن يتجنن كل شخص عندما يمر بيوم سئ.إن الجوكر الذي دخل أولاً إلى منزل جوردون ضرب ابنة المفتش باربرا بالمسدس وتسبب بإصابتها بالشلل.خطف جوردون وقام بتعذبيه عذاباً بدنياً ونفسياً.وفي النهاية قابل باتمان في السيرك.وهنا روى لباتمان نكتة أعطت الرواية إسماً.
باربرا جوردون
الرسام: برايان بولاند
إن باربرا الباتجيرل، التي ساعدت باتمان الذي حارب الجريمة في جوثام قد فتحت الباب الذي رن جرسه عندما كانت جالسة مع والديها جيمس جوردون
كما تغير كل ما تبقي من حياتها.إن الجوكر الذي حاول أن يفقد جوردون صوابه قد ضرب باربرا، وتسبب في شللها.عندما اختطف رجال الجوكر المفتش قاموا بالتقاط صوراً عارية لباربرا.نُقلت باربرا التي ظللت متألمة إلى المستشفي. إن باتمان الذي علم بحالة باربرا قد وعدها بالانتقام.
بدأت باربرا جوردون في تزويد أبطال دي سي كومكس بالمساعدة التكنولوجية بعد الأحداث التي حلت بها في هذه الرواية المصورة.
جيمس جوردون
الرسام: براين بولاند
إن المفتش جيمس جوردون الذي تعاون مع باتمان للقضاء على الجريمة في شوارع جوثام تعرض لتعذيب الجوكر الذي حاول توضيح امكانية أن يتجنن كل شخص عاش يوماً سيئاً.دخل الجوكر أولا إلى بيت جوردون دون إذن وضرب باربرا. عندما أحضر جيمس جوردون قام الجوكر بالتقاط صوراً عارية لابنة المفتش.بدأ التعذيب الأساسى في منزل الجوكر.هنا ضرب الجوكر جوردون حتى الموت وهو نصف عاري، وأظهر له بالقوة الصور العارية لابنته.
إن الجوكر الذي حاول أن يجنن جوردون أعاده مرة أخرى إلي منزله، عرض المقابلة على باتمان في سيرك.نُقل المفتش جميس جوردون بشكل عاجل إلى المستشفى.

### الموضوع
إن الجوكر أحد أسباب انحراف تصرفات من حوله بطريقة خاطئة في الموضوع العام للرواية.دائما ما تدفعه الأحداث التي عاشها إلي هذا الطرف.إن الجوكر الذي حاول التصرف بشكل عاقل تجنن في النهاية بسبب موت زوجته ووطفله.في موضوع آخر عنما لاحظ باتمان أوجه التشابه بينه وبين الجوكر قلق من احتمال أن يكون شخص مجرم مجنون.لخص آلان مور الموضوع في لقاء كالآتى:«من الناحية النفسية فإن باتمان والجوكر هما نفس الشخص.»
قال أيضا الناقد جيف كلوك:«عاشا باتمان والجوكر مأسى غيرت من حياتهما.عندما عبر باتمان عن التراجيديا فقد انعكست على نكات الجوكر.»
فكان جواب باتمان لماذا يرتدي مثل الخفاش: من أجل محاربة المجرمين.قال الجوكر لباتمان:«أنت أيضا مثلى عشت مأساة.أنت مثلى بالضبط.والإ لماذا ترتدي مثل الفأر الذي يطير.» عندما مد باتمان يده للمساعدة الجوكر لايوجد شئ فعله سوي أنه ضحك بشكل هيسترى. إن الجوكر في بعض الأحيان هو رواى الحكاية أيضا لكنه في الحقيقة رواي غير موثوق فيه.قال الجوكر:«أحيانا اتذكر هكذاوأحيانا اتذكر بشكل أخر.إذا ستكون لدى حياة فأفضل اختيارها منذ وقت طويل.» إن الجوكر الذي اعترف بغموضه هو مُهرج قاسي يشيع العنف في المدينة.

## الانتقادات وردود الأفعال
على الرغم من أن النكتة القاتلة لم تكن سريعة الانتشار فإنها أكسبت شركة دى سى الكثير من الحداثة.الأهم من ذلك هو إصابة الجوكر باربرا جوردون بالشلل، وإنهائه لشخصية الباتجيرل.كتب هيلاري غولدستاين الناقد الكاريكتري لموقع IMN قائلاً:«هذه أفضل حكاية للجوكر. سيتم تقليد قصة مور الذي أعطت أهمية أكثر للحوار ولكن لايوجد مثيل لها.» كانت رواية النكتة القاتلة مصدر إلهام للروايات المصورة لفرانك ميلرمثل فارس الظلام: السنة الأولى، عودة فارس الظلام. أوضح جيمس دونلي بأن العمل «واحد من أكبر الروايات الهزلية المصورة في القرن العشرين».طبفاً لموقع About.com قد مدح هارون ألبرت عمل مور وبولاند. طبقاً لموقع ComicMix إن فان جنسن الذي قال بأنه وجد الرواية«حقيقية ومرعبة تماماً» قد أوضح أنه عندما قرأ الرواية قد اندهش جداً. عبر بل ولدريدج عن رأيه قائلاً:«أنها قصة لاتصُدق.وأن الكاتب مور والرسام بولاند أجبرا الجمهور على احترام وتقدير أعمالهما.»
أوضح أندى شو بأن القصة تم تأليفها بشكل رائع، وأن النكتة القاتلة تدور قصتها بالتأكيد عن الجوكر."
إن تيم برتون الذي قال عن رواية النكتة القاتلة بأنها تركت أثراً كبيراً بسبب باتمان قد أنتج أفلام باتمان عامي 1989,1992.كما قال أيضا:«أنا لم أتعصب لأي رواية هزلية مصورة كبيرة أبداً ولكن أحب كثيراً باتمان والجوكر. روايتى المصورة المفضلة هي النكتة القاتلة؛ لأن لها جانب فكاهي».
عندما ابتكر المخرج كريستوفر نولان في السيناريو شخصية الجوكر الذي مثلها هيث ليدجر في فيلم فارس الظلام عام 2008 فقد استهلم الشخصية من النكتة القاتلة.لم يكن معروفا بشكل تام أصل الشخصية في كل من العملين.بالإضافة إلي أن الجوكر الذي قام بتعذيب جيمس جوردون في الرواية ولكنه في الفيلم قد عذب هارفي دينت. تم اختراع شخصية الجوكر في ألعاب الحاسوب مثل:Mortal Kombat vs DC Universe بإخذها من النكتة القاتلة.